# Petrus Bröms
Petrus Erici Bröms, född 1560, död 1 maj 1632 i Segersta församling, var en svensk präst.

## Biografi
Bröms föddes 1560. Han var son till kyrkoherden Ericus Petri och Brita i Segersta församling. Bröms blev senast 1593 komminister i Hanebo församling och deltog i Uppsala möte 1593. Han blev 1607 kyrkoherde i Segersta församling efter sin fader. Han avled 1632 i Segersta församling.

### Familj
Bröms var gift med Elisabeth Carlsdotter, dotter till kyrkoherden i Tuna socken Carolus Henrici. De fick tillsammans sonen assessorn Erik Rosenhielm i Svea hovrätt.